# 新年来啦之大闹除夕
《新年来啦之大闹除夕》（英語：Xinnian is Coming – Uproar of Chuxi）是中国大陆动画冒险片，导演于明亮、杨晓君、梁董龙，主演付洁、赵舒婷、易小寅、陈昭、梁晓强、马语非、巩大方、李密、朱小妮。

## 剧情
除夕大人占领了羊羊国度，新年娃娃、春姑娘、节小弟开始寻宝之路，最终带着宝物和除夕大人决一死战。

## 演出
- 赵舒婷 出演 春姑娘
- 付洁 出演 节小弟
- 易小寅 出演 新年娃娃
- 陈昭 出演 除夕大人
- 梁晓强
- 马语非 出演 国王/爸爸
- 巩大方 出演 咩咩公主
- 李密 出演 羊大师
- 朱小妮 出演 妈妈

## 曲目
- 主题曲《新年来啦》；作曲王磊；作词刘江妹；演唱：王淏（月亮姐姐）
- 插曲《小绵羊》；作曲王磊；作词刘江妹；演唱：焦子涵